# Velický potok (Poprad)
Der Velický potok (deutsch Felker Wasser, ungarisch Felka-patak, polnisch Wielicka Woda) ist ein kleiner Fluss in der Nordslowakei und linksseitiger Zufluss des Poprad in der Landschaft Zips (slowakisch Spiš).

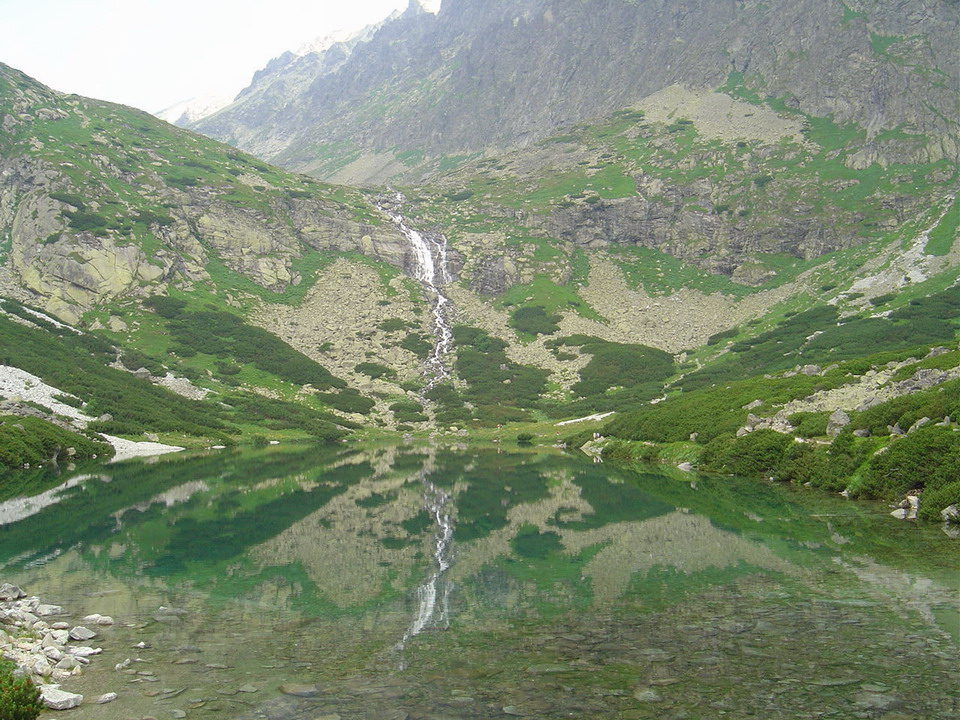
Bergsee Velické pleso und Wasserfall Velický vodopád

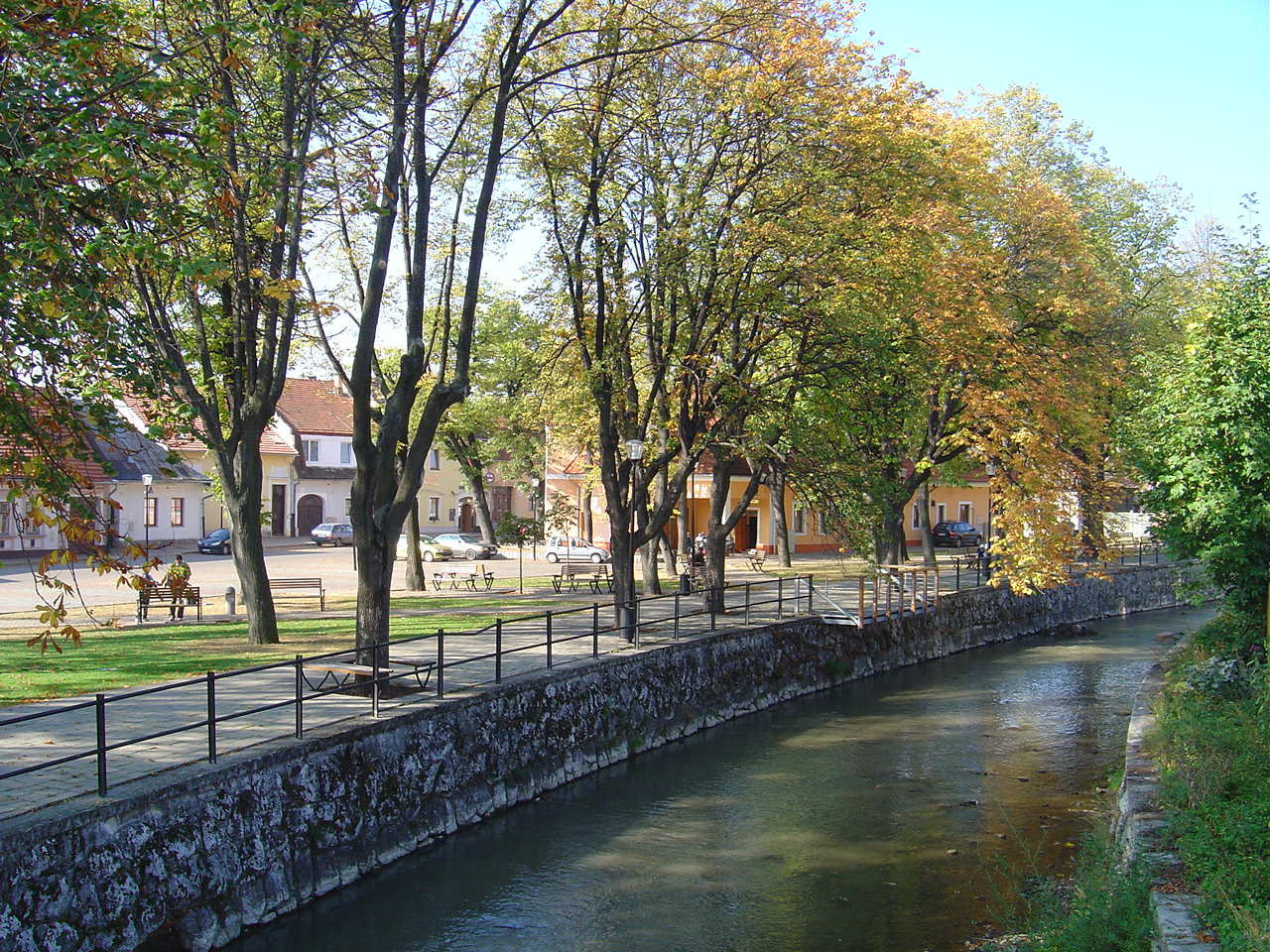
Der Velický potok in Veľká

Der Bach entspringt im Hochgebirgsteil des Tals Velická dolina unter dem Sattel Poľský hrebeň am Hauptkamm der Hohen Tatra und östlich des höchsten slowakischen Bergs Gerlachovský štít, wobei die Angaben über die Quelle variieren und vom Bergsee Velické pleso bis zu den kleinen Seen Vyšné Velické plieska im Hochgebirgskessel Velický kotol reichen. Einen ständigen Abfluss gibt es ab dem See Dlhé pleso. Von dort fließt der Bach in südlicher bis südöstlicher Richtung durch die Grasfläche Kvetnica, durch den Wasserfall Velický vodopád in den Bergsee Velické pleso. Von dort geht der Bach weiter ungefähr südwärts und verlässt zwischen Nová Polianka und Tatranská Polianka auf dem Niveau der Straße Cesta Slobody die Hohe Tatra und kommt ins Vorgebirge. Rechtsseitig nimmt der Velický potok die Hromadná voda auf, linksseitig trennt sich der Bach Nová voda Richtung Gerlachov und der Fluss mäandriert, bevor er den Talkessel Popradská kotlina (Teil der größeren Einheit Podtatranská kotlina) erreicht.
Ungefähr zwei Kilometer vor dem Ort Batizovce wendet sich der Fluss nach Südosten und nach dem Zusammenfluss mit dem rechtsseitigen Batizovský potok fließt er gegen Osten. Er passiert am Flughafen Poprad-Tatry südlich vorbei, unterquert die Autobahn D1 kurz vor dem Zusammenfluss mit dem linksseitigen Gerlachovský potok und erreicht Veľká, einen Stadtteil von Poprad. Bei Spišská Sobota, unweit des Erholungszentrums AquaCity Poprad, mündet der Velický potok in den Poprad als dessen linksseitiger Zufluss.
Der Velický potok erhielt seinen Namen nach der historischen Stadt Veľká. Durch verschiedene Transkriptionen erschien im Deutschen eine Vielzahl von Namensformen wie Felkwasser, Felker Bach, Felkaer Bach, Felka Bach, Fölker Wasser, Völkaer Wasser und Völkwasser. Im Ungarischen lautet der Bachname Felka-patak oder Felkai-víz, durch ein Missverständnis tauchte auch die Form Nagy-víz (wörtlich Großes Wasser) auf.